# ديفيد (لاعب كرة قدم مواليد 1989)
ديفيد (بالبرتغالية: Deivid Willian da Silva‏) هو لاعب كرة قدم برازيلي في مركز الوسط، ولد في 18 يناير 1989 في لوندرينا في البرازيل. لعب مع أتلتيكو باراناينسي.

## وصلات خارجية
- ديفيد (لاعب كرة قدم مواليد 1989) على موقع قاعدة بيانات كرة القدم.إي يو (الإنجليزية)
- ديفيد (لاعب كرة قدم مواليد 1989) على موقع Soccerway.com (الإنجليزية)
- ديفيد (لاعب كرة قدم مواليد 1989) على موقع عالم كرة القدم.نت (الإنجليزية)